# Olympische Winterspiele 1980/Teilnehmer (Rumänien)
| Gelbes Symbol für Goldmedaillen mit stilisierten Olympischen Ringen | Graues Symbol für Silbermedaillen mit stilisierten Olympischen Ringen | Braundes Symbol für Bronzemedaillen mit stilisierten Olympischen Ringen |
| ------------------------------------------------------------------- | --------------------------------------------------------------------- | ----------------------------------------------------------------------- |
| —                                                                   | —                                                                     | —                                                                       |

Rumänien nahm an den Olympischen Winterspielen 1980 in Lake Placid mit einer Delegation von 35 Athleten (33 Männer, 2 Frauen) teil. Der Bobfahrer Gheorghe Lixandru wurde als Fahnenträger für die Eröffnungsfeier ausgewählt.

## Teilnehmer nach Sportarten

### Bob
Zweierbob:
- Gheorghe Lixandru / Dragoș Panaitescu-Rapan (ROU I)
11. Platz
- Constantin Iancu / Constantin Obreja (ROU II)
18. Platz

Viererbob:
- Dorel Cristudor / Gheorghe Lixandru / Sandu Mitrofan / Dragoș Panaitescu-Rapan (ROU I)
8. Platz
- Ion Duminicel / Doru Frîncu / Constantin Iancu / Constantin Obreja (ROU II)
14. Platz

### Eisschnelllauf
Herren:
- Vasile Coroș
500 m: 27. Platz
1000 m: 31. Platz
- Andrei Erdely
5000 m: 22. Platz
10.000 m: 20. Platz
- Dezideriu Jenei
500 m: 30. Platz
1000 m: 33. Platz

### Rodeln
| Damen: - Maria Maioru 21. Platz - Elena Stan 20. Platz Doppelsitzer Herren: - Ioan Apostol / Cristinel Piciorea 15. Platz |

### Eishockey
Herren: 7. Platz
| - Elöd Antal - István Antal - Dumitru Axinte - Ion Berdilă - Traian Cazan - Marian Costea - Șandor Gal - Gheorghe Huțan - Alexandru Hălăucă - George Justinian | - Doru Moroșan - Béla Nagy - Zoltan Nagy - Valerian Netedu - Constantin Nistor - Adrian Olenici - Marian Pisaru - Mihail Lucian Popescu - Laszlo Solyom - Doru Tureanu |